# Риндескуг, Анна
А́нна Риндеску́г (швед. Anna Rindeskog; род. 4 апреля 1967, Хернёсанд) — шведская кёрлингистка.
Играла на позиции второго и третьего. Наиболее известна своим участием в женской команде скипа Анетте Норберг.
В составе женской сборной Швеции участвовала в зимних Олимпийских играх 1992 (где кёрлинг был представлен как показательный вид спорта), в трёх чемпионатах мира и пяти чемпионатах Европы.

## Достижения
- Чемпионат мира по кёрлингу среди женщин: бронза (1988, 1989, 1991).
- Чемпионат Европы по кёрлингу: золото (2001), серебро (1984, 1987), бронза (1989, 1991).
- Чемпионат Швеции по кёрлингу среди женщин: золото (1987, 1989, 1991).[2][3]
- Чемпионат Европы по кёрлингу среди юниоров: серебро (1986, 1987), бронза (1983).
- Чемпионат Швеции по кёрлингу среди юниоров: золото (1983, 1986, 1987).[4]
- Чемпионат Швеции по кёрлингу среди смешанных команд: золото (2001)[5].

## Команды
| Сезон                                          | Четвёртый      | Третий           | Второй            | Первый            | Запасной                            | Турниры             |
| ---------------------------------------------- | -------------- | ---------------- | ----------------- | ----------------- | ----------------------------------- | ------------------- |
| 1982—83                                        | Анетте Норберг | Carina Nilsson   | Луиз Мармонт      | Анна Риндескуг    | Ulla Simonsson                      | ЧШЮ 1983 · ЧЕЮ 1983 |
| 1984—85                                        | Анетте Норберг | Софи Мармонт     | Анна Риндескуг    | Луиз Мармонт      |                                     | ЧЕ 1984             |
| 1985—86                                        | Анетте Норберг | Софи Мармонт     | Анна Риндескуг    | Луиз Мармонт      |                                     | ЧШЮ 1986 · ЧЕЮ 1986 |
| 1986—87                                        | Анетте Норберг | Carina Westman   | Анна Риндескуг    | Луиз Мармонт      |                                     | ЧШЮ 1987 · ЧЕЮ 1987 |
| 1986—87                                        | Анетте Норберг | Анна Риндескуг   | Софи Мармонт      | Луиз Мармонт      |                                     | ЧШЖ 1987            |
| 1987—88                                        | Анетте Норберг | Софи Мармонт     | Анна Риндескуг    | Луиз Мармонт      |                                     | ЧЕ 1987             |
| 1987—88                                        | Анетте Норберг | Анна Риндескуг   | Софи Мармонт      | Луиз Мармонт      |                                     | ЧМ 1988             |
| 1988—89                                        | Анетте Норберг | Анна Риндескуг   | Софи Мармонт      | Луиз Мармонт      |                                     | ЧШЖ 1989 · ЧМ 1989  |
| 1989—90                                        | Анетте Норберг | Анна Риндескуг   | Софи Мармонт      | Луиз Мармонт      |                                     | ЧЕ 1989             |
| 1990—91                                        | Анетте Норберг | Катрин Норберг   | Анна Риндескуг    | Хелена Гранквист  | Анн-Катрин Черр                     | ЧШЖ 1991 · ЧМ 1991  |
| 1991—92                                        | Анетте Норберг | Анна Риндескуг   | Катрин Норберг    | Хелена Гранквист  | Анн-Катрин Черр                     | ЗОИ 1992 (5 место)  |
| 2001—02                                        | Анетте Норберг | Катрин Норберг   | Ева Лунд          | Мария Хассельборг | Анна Риндескуг                      | ЧЕ 2001             |
| 2017—18                                        | Анетте Норберг | Хелена Лингхам   | Anna Klange       | Анна Риндескуг    | Susanne Patz тренер: Тереза Вестман | ЧМВ 2018 (4 место)  |
| Кёрлинг среди смешанных команд (mixed curling) |                |                  |                   |                   |                                     |                     |
| 2000—01                                        | Анна Риндескуг | Christer Rickman | Johanna Hallström | Per Södergren     |                                     | ЧШСК 2001           |

(скипы выделены полужирным шрифтом)